# 하마 (드라마)
《하마》는 1998년 6월 12일에 방영된 MBC 베스트극장이다. 생활에 쫓기다 못해서 근무중인 은행에서 돈을 빼돌리려는 연인의 이야기를 통해 삶의 극한으로 내몰린 인간군상의 모습을 조명하였다.

## 줄거리
같은 은행에 다니는 진수와 영미는 연인 사이지만 주위 사람에게는 비밀로 하고 있다. 진수는 영미에게는 든든한 존재이고 싶지만 어머니가 진 빚 때문에 월급을 차압당하고 이로 인해 인사고과가 나빠진다.

## 등장 인물

### 주요 인물
- 김유석 : 진수 역
- 이지은 : 영미 역

### 그 외 인물
- 반효정
- 차윤회
- 박경순
- 이숙
- 강상구
- 송경희
- 이정규
- 이주리
- 최세환
- 박미영
- 서지연
- 윤종인